# Mike Zunino
Michael Accorsi Zunino (né le 25 mars 1991 à Cape Coral, Floride, États-Unis) est un ancien receveur des Ligues majeures de baseball.

## Carrière
Mike Zunino est d'abord repêché par les Athletics d'Oakland au 29e tour de sélection en 2009 mais il repousse l'offre pour s'engager à l'Université de Floride à Gainesville. Zunino est ensuite le 3e athlète sélectionné au total par un club de la MLB au repêchage amateur de 2012 alors qu'il est choisi en première ronde par les Mariners de Seattle après Carlos Correa (Astros) et Byron Buxton (Twins). En 2012, le joueur des Gators de la Floride remporte le prix Golden Spikes remis annuellement au meilleur joueur de baseball amateur aux États-Unis. Début 2013, Zunino est classé en 17e place du palmarès des 100 meilleurs joueurs d'avenir dressé par Baseball America.
Après moins d'un an en ligues mineures dans l'organisation des Mariners, Zunino passe au niveau Triple-A, où il rejoint les Rainiers de Tacoma au début 2013 et obtient un premier essai dans les grandes ligues. 
Mike Zunino, un receveur, fait ses débuts dans le baseball majeur avec les Mariners de Seattle le 12 juin 2013. À ce premier match, il réussit son premier coup sûr au plus haut niveau, face au lanceur Jordan Lyles des Astros de Houston. Le 13 juin, il frappe son premier coup de circuit dans les majeures, aux dépens du lanceur Tom Milone des Athletics d'Oakland.
Au cours des années suivantes, Zunino démontre une puissance au bâton certaine mais peine à garder sa moyenne au bâton au-dessus de la ligne de Mendoza. En 2014, il frappe 22 circuits et cumule 66 points produits mais ne frappe que pour ,199 en 131 parties jouées. En 2015, il claque 11 circuits mais sa moyenne au bâton se chiffre à un misérable ,174 en 112 matchs des Mariners.
En 2014, il est le joueur de la Ligue américaine le plus souvent (17 fois) atteint par un lancer durant la saison.